# Bembidion stephensii
Bembidion stephensii (лат.) — вид жужелиц из подсемейства Trechinae. Голарктика.

## Описание
Жуки мелких размеров, длина которых 5,2—6,1 мм. Верхняя поверхность темно-коричневая или чёрная, с голубоватым или зеленоватым блеском. Щупики и 1—3 членики усика полностью светлые; надкрылья без пятен; последний максиллярный членик рудиментарный, значительно короче третьего членика. Переднеспинка с латеро-базальным килем, прямым сзади, не достигающим латерального валика; надкрылья с закругленным латеральным краем на уровне плечевой кости и не вытянуты медиально; бороздки надкрылий в базальной половине четко пунктированы; бороздка 7 надкрылий с пунктировкой того же размера или лишь немного мельче, чем у бороздки 6; метастернальный отросток широко окаймлен по всему периметру. Взрослые особи встречаются во влажных местах, таких как крутые склоны с струящейся водой, а также возле ручьёв, бассейнов и прудов. Имаго также можно найти в гравийных, глиняных и песчаных карьерах, а также на обочинах дорог и на пустырях. Этот вид ведёт преимущественно ночной образ жизни, иногда летает, умеренно бегает и хорошо роется. Исходный ареал включает Палеарктику (Европа, Азия). В последние годы отмечается в Северной Америке (Канада, США).